# Premis de l'Acadèmia Japonesa
Els Premis de l'Acadèmia Japonesa (日本アカデミー賞, Nippon Akademī-shō) són uns premis cinematogràfics atorgats anualment des del 1978 per l'Acadèmia Japonesa de Cinema. Des del 1998, el lliurament dels guardons se celebra al Grand Prince Hotel New Takanawa, a Tòquio (Japó).

## Categories
| - Millor pel·lícula - Millor pel·lícula d'animació - Millor guió - Millor actor protagonista - Millor actriu protagonista - Millor actor secundari - Millor actriu secundària - Millor música - Millor cinematografia | - Millor direcció de fotografia - Millor direcció d'art - Millor so - Millor muntatge - Millor pel·lícula en llengua estrangera - Millor actor revelació - Premi a la popularitat - Premi especial del president - Premi especial de l'Associació |